# Dig og mig og Vito
 Dig og mig og Vito  er en tv-serie på 15 afsnit, den er fra 1995 og blev sendt i børnetime på DR fra 1996-1998.
Serien handler om manden Morten der spilles af Morten Remar der bor i et sommerhus sammen med nullermanden Vito.
Morten har også en tvillingebror Morten 2 som ved hvert program sender et videobånd med familien Skovlind som gøre forskellige ting, som bl.a. går ture til suttetræet, spille fodbold og gå til rockkoncert. Til sidst i udsendelserne spiller Morten 1 noget musik, som nullermanden Vito få nok af og få stoppet det.